# Maria Valente
Maria Idalina de Oliveira Valente é uma economista e política angolana. Filiada ao Movimento Popular de Libertação de Angola (MPLA), é deputada de Angola pelo Círculo Eleitoral Nacional desde 28 de setembro de 2017.
Valente licenciou-se em Economia. De 1996 a 1999, foi vice-ministra do Planejamento. Entre 2008 a 2012, foi ministra do Comércio de Angola.